# Sale (ort i Australien)
Sale är en ort i Australien. Den ligger i kommunen Wellington och delstaten Victoria, omkring 190 kilometer öster om delstatshuvudstaden Melbourne. Den ligger vid sjön Lake Guthridge.
Det finns inga andra samhällen i närheten. 
Trakten runt Sale består till största delen av jordbruksmark. Runt Sale är det mycket glesbefolkat, med 2 invånare per kvadratkilometer. Genomsnittlig årsnederbörd är 803 millimeter. Den regnigaste månaden är juni, med i genomsnitt 162 mm nederbörd, och den torraste är juli, med 25 mm nederbörd.